# Волович, Антоний Эразм
Антоний Эразм Волович (24 сентября 1711 — 6 июля 1770, Варшава) — религиозный и церковный деятель Речи Посполитой, каноник лаский и гнезненский, архидьякон жемайтский, каноник виленский (с 1742 года), декан варшавский, писарь великий литовский (1744—1748), духовный секретарь великий литовский (1748—1755), католический епископ луцкий и берестейский (1755—1769).

## Биография
Представитель литовского магнатского рода Воловичей герба «Богория».
Учился в Риме, где получил сан священника. После получения докторской степени Антоний Эразм Волович был каноником ласким, гнезненским и виленским, затем деканом варшавским. В 1744 году получил должность писаря великого литовского, а в 1748 года был назначен секретарем великим литовским. В 1754 году Антоний Эразм Волович был назначен коадъютером епископа луцкого. 12 мая 1755 года папа римский Бенедикт XIV посвятил его в сан епископа луцкого. В 1757 году был награждён орденом Белого орла.
На сеймах выступал против диссидентов. В 1764 году поддержал избрание Станислава Августа Понятовского на польский королевский престол.
8 сентября 1758 года епископ луцкий Антоний Эразм Волович освятил храм Девы Марии в Лесьне-Подляской, построенный Винценцо Рачетти и отцом Константином Мошинским. Кирпичная церковь в честь Рождества Пресвяой Девы Марии и апостолов Петра и Павла на сегодняшний день является жемчужиной итальянской архитектуры барокко в Польше.